# Pleugriffet
Pleugriffet är en kommun i departementet Morbihan i regionen Bretagne i nordvästra Frankrike. Kommunen ligger i kantonen Rohan som tillhör arrondissementet Pontivy. År 2022 hade Pleugriffet 1 281 invånare.

## Befolkningsutveckling
Antalet invånare i kommunen Pleugriffet
| Referens: INSEE |